# Volta a Catalunya de 1961
La Volta a Catalunya de 1961 va ser 41a edició de la Volta Ciclista a Catalunya. Es disputà en 9 etapes del 17 al 24 de setembre de 1961 amb un total de 1282,0 km. El vencedor final fou el francès Henri Duez de l'equip Peugeot-BP per davant de Jordi Nicolau Morlà del Kas i de Juan Manuel Menéndez del Ferrys.
La tercera i la setena etapes estaven dividides en dos sectors. Hi havia dues contrarellotges; una per equips al segon sector de la tercera etapa, i l'altra al primer sector de la setena etapa. Hi havia bonificacions de 60 i 30 segons pels dos primers de cada etapa. Es va celebrar els 50 anys des de la primera edició i es va homenatjar a Sebastià Masdeu, el primer vencedor.
Henri Duez aconseguia, sorprenentment, el triomf final. Amb només 23 anys obtenia la millor victòria de la seva carrera.

## Etapes
| Etapa | Data           | Ciutats d'etapa                 | km    | Vencedor de l'etapa   | Líder de la general   |
| ----- | -------------- | ------------------------------- | ----- | --------------------- | --------------------- |
| 1a    | 17 de setembre | Circuit de Montjuïc (Barcelona) | 39,0  | Juan María Uribezubia | Juan María Uribezubia |
| 2a    | 17 de setembre | Barcelona – Palafrugell         | 122,0 | Emilio Cruz           | Emilio Cruz           |
| 3a A  | 18 de setembre | Palafrugell - Figueres          | 114,0 | Emmanuel Busto        | Emmanuel Busto        |
| 3a B  | 18 de setembre | Figueres - Girona (CRE)         | 35,0  | Faema                 | Salvador Rosa         |
| 4a    | 19 de setembre | Girona - Puigcerdà              | 164,0 | Antoni Karmany        | Emmanuel Busto        |
| 5a    | 20 de setembre | Puigcerdà - Lleida              | 166,0 | Henri Duez            | Emmanuel Busto        |
| 6a    | 21 de setembre | Lleida - Tortosa                | 210,0 | Jaume Alomar          | Jordi Nicolau Morlà   |
| 7a A  | 22 de setembre | Tortosa - Amposta (CRI)         | 60,0  | Martín Colmenarejo    | Henri Duez            |
| 7a B  | 22 de setembre | Amposta - Tarragona             | 82,0  | Josep Segú            | Henri Duez            |
| 8a    | 23 de setembre | Tarragona - Manresa             | 135,0 | Julio San Emeterio    | Henri Duez            |
| 9a    | 24 de setembre | Manresa - Barcelona             | 155,0 | Ventura Díaz          | Henri Duez            |

### 1a etapa[1]
17-09-1961: Circuit de Montjuïc (Barcelona), 39,0:
|   | Ciclista              | Equip          | Temps   |
| - | --------------------- | -------------- | ------- |
| 1 | Juan María Uribezubia | Funcor-Munguia | 57' 22" |
| 2 | Anicet Utset          | Catigene       | m. t.   |
| 3 | Ramon Seco            | Faema          | m. t.   |

|   | Ciclista              | Equip          | Temps   |
| - | --------------------- | -------------- | ------- |
| 1 | Juan María Uribezubia | Funcor-Munguia | 56' 22" |
| 2 | Anicet Utset          | Catigene       | + 30"   |
| 3 | Ramon Seco            | Faema          | + 60"   |

### 2a etapa[1]
17-09-1961: Barcelona – Palafrugell, 122,0 km.:
|   | Ciclista                 | Equip    | Temps      |
| - | ------------------------ | -------- | ---------- |
| 1 | Emilio Cruz              | Ferrys   | 3h 27' 16" |
| 2 | Ángel Rodríguez          | Catigene | + 01"      |
| 3 | José Manuel López Tierra | Catigene | + 03"      |

|   | Ciclista                 | Equip    | Temps      |
| - | ------------------------ | -------- | ---------- |
| 1 | Emilio Cruz              | Ferrys   | 4h 23' 42" |
| 2 | Ángel Rodríguez          | Catigene | + 31"      |
| 3 | José Manuel López Tierra | Catigene | + 1' 03"   |

### 3a etapa[2]
18-09-1961: (3A Palafrugell - Figueres 114 km) i (3B Figueres - Girona 35 km CRE):
|   | Ciclista             | Equip      | Temps      |
| - | -------------------- | ---------- | ---------- |
| 1 | Emmanuel Busto       | Peugeot-BP | 3h 04' 38" |
| 2 | Salvador Rosa        | Faema      | m. t.      |
| 3 | Juan Manuel Menéndez | Ferrys     | + 01"      |

|   | Equip      | Temps      |
| - | ---------- | ---------- |
| 1 | Faema      | 2h 40' 09" |
| 2 | Kas        | + 5' 45"   |
| 3 | Peugeot-BP | + 5' 51"   |

|   | Ciclista             | Equip      | Temps      |
| - | -------------------- | ---------- | ---------- |
| 1 | Salvador Rosa        | Faema      | 3h 59' 41" |
| 2 | Juan Manuel Menéndez | Ferrys     | + 21"      |
| 3 | Emmanuel Busto       | Peugeot-BP | + 27"      |

|   | Ciclista             | Equip      | Temps      |
| - | -------------------- | ---------- | ---------- |
| 1 | Salvador Rosa        | Faema      | 8h 26' 28" |
| 2 | Emmanuel Busto       | Peugeot-BP | + 46"      |
| 3 | Juan Manuel Menéndez | Ferrys     | + 51"      |

### 4a etapa[2]
19-09-1961: Girona - Puigcerdà, 164,0 km.:
|   | Ciclista           | Equip  | Temps      |
| - | ------------------ | ------ | ---------- |
| 1 | Antoni Karmany     | Kas    | 4h 38' 41" |
| 2 | José Pérez-Francés | Ferrys | m. t.      |
| 3 | Salvador Botella   | Faema  | m. t.      |

|   | Ciclista             | Equip      | Temps       |
| - | -------------------- | ---------- | ----------- |
| 1 | Emmanuel Busto       | Peugeot-BP | 13h 07' 25" |
| 2 | Salvador Rosa        | Faema      | + 1' 15"    |
| 3 | Juan Manuel Menéndez | Ferrys     | + 1' 31"    |

### 5a etapa[4]
20-09-1961: Puigcerdà - Lleida, 166,0 km.:
|   | Ciclista     | Equip      | Temps      |
| - | ------------ | ---------- | ---------- |
| 1 | Henri Duez   | Peugeot-BP | 4h 05' 30" |
| 2 | Jaume Alomar | Peugeot-BP | + 43"      |
| 3 | Ramon Seco   | Faema      | m. t.      |

|   | Ciclista             | Equip      | Temps       |
| - | -------------------- | ---------- | ----------- |
| 1 | Emmanuel Busto       | Peugeot-BP | 17h 14' 41" |
| 2 | Juan Manuel Menéndez | Ferrys     | + 28"       |
| 3 | Salvador Rosa        | Faema      | + 1' 21"    |

### 6a etapa[5]
21-09-1961: Lleida - Tortosa, 210,0 km.:
|   | Ciclista      | Equip      | Temps      |
| - | ------------- | ---------- | ---------- |
| 1 | Jaume Alomar  | Peugeot-BP | 5h 41' 38" |
| 2 | Josep Segú    | Kas        | m. t.      |
| 3 | Juan Campillo | Kas        | m. t.      |

|   | Ciclista            | Equip      | Temps       |
| - | ------------------- | ---------- | ----------- |
| 1 | Jordi Nicolau Morlà | Kas        | 23h 02' 06" |
| 2 | Emmanuel Busto      | Peugeot-BP | + 45"       |
| 3 | Henri Duez          | Peugeot-BP | + 55"       |

### 7a etapa[6]
21-09-1961: (7A Tortosa - Amposta 60 km CRI) i (7B Amposta - Tarragona 82 km):
|   | Ciclista           | Equip      | Temps      |
| - | ------------------ | ---------- | ---------- |
| 1 | Martín Colmenarejo | Faema      | 1h 30' 09" |
| 2 | José Pérez-Francés | Ferrys     | + 17"      |
| 3 | Henri Duez         | Peugeot-BP | + 41"      |

|   | Ciclista    | Equip          | Temps      |
| - | ----------- | -------------- | ---------- |
| 1 | Josep Segú  | Kas            | 2h 38' 08" |
| 2 | Jesús Davoz | Funcor-Munguia | m. t.      |
| 3 | André Bar   | Peugeot-BP     | m. t.      |

|   | Ciclista           | Equip      | Temps      |
| - | ------------------ | ---------- | ---------- |
| 1 | Martín Colmenarejo | Faema      | 3h 47' 17" |
| 2 | José Pérez-Francés | Ferrys     | + 17"      |
| 3 | Henri Duez         | Peugeot-BP | + 41"      |

|   | Ciclista             | Equip      | Temps       |
| - | -------------------- | ---------- | ----------- |
| 1 | Henri Duez           | Peugeot-BP | 26h 46' 59" |
| 2 | Jordi Nicolau Morlà  | Kas        | + 1' 17"    |
| 3 | Juan Manuel Menéndez | Ferrys     | + 3' 00"    |

### 8a etapa[7]
23-09-1961: Tarragona - Manresa, 135,0 km.:
|   | Ciclista            | Equip    | Temps      |
| - | ------------------- | -------- | ---------- |
| 1 | Julio San Emeterio  | Ferrys   | 3h 35' 32" |
| 2 | Fernando Manzaneque | Licor 43 | + 02"      |
| 3 | Ramon Seco          | Faema    | m. t.      |

|   | Ciclista             | Equip      | Temps       |
| - | -------------------- | ---------- | ----------- |
| 1 | Henri Duez           | Peugeot-BP | 30h 34' 37" |
| 2 | Jordi Nicolau Morlà  | Kas        | + 1' 17"    |
| 3 | Juan Manuel Menéndez | Ferrys     | + 3' 02"    |

### 9a etapa[8]
24-09-1961: Manresa - Barcelona, 155,0 km.:
|   | Ciclista          | Equip               | Temps      |
| - | ----------------- | ------------------- | ---------- |
| 1 | Ventura Díaz      | Ferrys              | 4h 32' 18" |
| 2 | Josep García Coma | C.C. Barcelonès-EMI | m. t.      |
| 3 | Antonio Suárez    | Faema               | + 22"      |

|   | Ciclista             | Equip      | Temps       |
| - | -------------------- | ---------- | ----------- |
| 1 | Henri Duez           | Peugeot-BP | 34h 56' 57" |
| 2 | Jordi Nicolau Morlà  | Kas        | + 1' 17"    |
| 3 | Juan Manuel Menéndez | Ferrys     | + 3' 02"    |

## Classificació General
|    | Ciclista             | Equip      | Temps       |
| -- | -------------------- | ---------- | ----------- |
| 1  | Henri Duez           | Peugeot-BP | 34h 56' 57" |
| 2  | Jordi Nicolau Morlà  | Kas        | + 1' 17"    |
| 3  | Juan Manuel Menéndez | Ferrys     | + 3' 02"    |
| 4  | Miquel Pacheco       | Licor 43   | + 6' 29"    |
| 5  | José Pérez-Francés   | Ferrys     | + 7' 49"    |
| 6  | Ángel Rodríguez      | Catigene   | + 9' 03"    |
| 7  | Fernando Manzaneque  | Licor 43   | + 9' 15"    |
| 8  | Antoni Karmany       | Kas        | + 9' 36"    |
| 9  | Josep Segú           | Kas        | + 9' 54"    |
| 10 | Salvador Rosa        | Faema      | + 10' 25"   |

## Classificacions secundàries
|   | Ciclista           | Equip    | Punts    |
| - | ------------------ | -------- | -------- |
| 1 | Josep Segú         | Kas      | 25 punts |
| 2 | Anicet Utset       | Catigene | 17 punts |
| 3 | José Pérez-Francés | Ferrys   | 16 punts |

|   | Ciclista      | Equip    | Punts    |
| - | ------------- | -------- | -------- |
| 1 | Josep Segú    | Kas      | 17 punts |
| 2 | Vicent Iturat | Catigene | 16 punts |
| 3 | Juan Campillo | Kas      | 6 punts  |

|   | Ciclista           | Equip      | Punts   |
| - | ------------------ | ---------- | ------- |
| 1 | Jaume Alomar       | Peugeot-BP | 5 punts |
| 2 | Henri Duez         | Peugeot-BP | 4 punts |
| 3 | José Pérez-Francés | Ferrys     | 4 punts |

|   | Equip    | Nacionalitat | Temps        |
| - | -------- | ------------ | ------------ |
| 1 | Kas      | Espanya      | 105h 11' 38" |
| 2 | Ferrys   | Espanya      | + 2' 10"     |
| 3 | Licor 43 | Espanya      | + 5' 41"     |